# Принципи из Јогјакарте
Принципи из Јогјакарте је документ о људским правима у областима сексуалне оријентације и родног идентитета, објављен као резултат међународног састанка група за људска права у Јогјакарти у Индонезији, новембра 2006. године. Начела су допуњена 2017. године тако да укључују нове основе родног изражавања и полних карактеристика, као и бројне нове принципе.
Принципи садрже скуп прописа намењених примени стандарда међународног права о људским правима за решавање питања кршења људских права лезбијки, хомосексуалаца, бисексуалаца, трансродних и интерсексуалних (ЛГБТ) особа.

## Верзије начела

### Оригинални принципи из 2007.
Документ садржи следеће принципе:
- Преамбула: Преамбула признаје кршења људских права заснована на сексуалној оријентацији и родном идентитету, која подривају интегритет и достојанство, успоставља релевантни правни оквир и даје дефиниције кључних појмова.
- Право на универзално уживање људских права, недискриминацију и признање пред законом: Принципи 1 до 3 постављају принципе универзалности људских права и њихову примену на све особе без дискриминације.
- Права на људску и личну безбедност: Принципи 4 до 11 се баве основним животним правима, слободом од насиља и мучења, приватношћу, приступом правди и слободом од произвољног притварања и трговине људима .[1]
- Економска, социјална и културна права: Принципи 12 до 18 утврђују значај недискриминације у уживању економских, социјалних и културних права, укључујући запошљавање, смештај, социјалну сигурност, образовање, сексуално и репродуктивно здравље, укључујући право на информисани пристанак и терапију промене пола.
- Право на изражавање, мишљење и удруживање: Принципи 19 до 21 наглашавају важност слободе изражавања себе, свог идентитета и своје сексуалности, без уплитања државе на основу сексуалне оријентације или родног идентитета, укључујући право на мирно учешће на јавним окупљањима и догађајима и на други начин повезивање у заједници са другима.
- Слобода кретања и азила: Принципи 22 и 23 истичу права лица да траже азил због прогона на основу сексуалне оријентације или родног идентитета.[2]
- Права учешћа у културном и породичном животу: Принципи 24 до 26 се баве правима особа да учествују у породичном животу, јавним пословима и културном животу своје заједнице, без дискриминације на основу сексуалне оријентације или родног идентитета.
- Права бранитеља људских права: Принцип 27 признаје право на одбрану и промовисање људских права без дискриминације засноване на сексуалној оријентацији и родном идентитету, и обавезу држава да осигурају заштиту бранитеља људских права који раде у овим областима.
- Права на надокнаду штете и одговорност: Принципи 28 и 29 потврђују важност позивања на одговорност кршилаца права и обезбеђивања одговарајућег обештећења за оне који се суочавају са кршењем права.
- Додатне препоруке: Принципи постављају 16 додатних препорука националним институцијама за људска права, професионалним телима, финансијерима, невладиним организацијама, Високом комесару за људска права, агенцијама УН -а, уговорним телима, посебним процедурама и другима.

### Почетак
Финализирани принципи представљени су као глобална повеља 26. марта 2007. године у Савету за људска права Уједињених нација у Женеви . Мајкл О'флаерти је на конференцији Међународне асоцијације лезбијки и гејева (ИЛГА) у Литванији 27. октобра 2007 објаснио да „сва људска права припадају свима нама. Имамо људска права зато што постојимо - не зато што смо хомосексуалци или стрејт и без обзира на свој родни идентитет ", већ да се у многим ситуацијама ова људска права не поштују нити остварују" .
Принципи су представљени на догађају Уједињених нација у Њујорку 7. новембра 2007. године, чији су спонзори били Аргентина, Бразил и Уругвај. Хјуман рајтс воч објашњава да би први корак ка томе био де-криминализација хомосексуалности у 77 земаља које још увек имају законске казне за особе у истосполним везама и укидање смртне казне у седам земаља које још увек имају смртну казну за такву сексуалну праксу.